# Malia
Malia (griechisch Μάλια (n. pl.), von omalós ‚eben‘) ist eine Küstenstadt auf der südgriechischen Insel Kreta. Sie liegt etwa 30 Kilometer östlich von Iraklio und ist Sitz des gleichnamigen Gemeindebezirks Malia.

## Beschreibung
Malia lebt hauptsächlich vom Tourismus und verfügt über sechs Strände, an denen zahlreiche Hotels liegen. Der ursprüngliche Ort liegt etwa 1 km von der Küste entfernt. An der Dimokratias, der Straße, die vom Hauptplatz zum Strand führt, liegen zahlreiche Diskotheken, Restaurants und Souvenirläden. In der Hauptsaison kommen hauptsächlich junge Besucher nach Malia und die Dimokratias verwandelt sich in eine Partymeile.
Etwa 1,7 km nordöstlich des Ortskerns liegt Agio Pnevma, der kleine Hafen von Malia und etwa 3 km östlich liegt der Palast von Malia und die Nekropole Chrysolakkos.

## Geschichte
Die erste Erwähnung Malias erfolgt 1390 in venezianischen Schriften und Karten als Manlia und Maglia. Nachdem 1646 das Land von den Osmanen erobert wurde, wurde Malia persönlicher Besitztum des Sultans. Erst ab 1850 wurde dies geändert und die Einwohner Malias erhielten Landbesitz. Trotzdem war die Bevölkerung arm, da man hauptsächlich Gerste und Bohnen anbaute. Erst als man Windmühlen errichtete, die Bewässerungspumpen antrieben, konnte man Okra, Gurken, Tomaten, Kartoffeln und Wassermelonen anbauen und erlangte so einen gewissen Wohlstand. Sogar die aus Ägypten importierte Banane wurde in Malia angebaut.
Im Zweiten Weltkrieg eroberten die Deutschen Kreta. Um die Insel besser verteidigen zu können, wurden Küstenstreifen vermint. Als man nach dem Krieg wieder die Felder bestellte, wurden zahlreiche Bauern durch Landminen getötet. Die touristische Erschließung des Küstenstrichs begann Ende der 1950er Jahre, um 1960 wurde mit dem Grammatikakis das erste Strandhotel Malias eröffnet.

## Kirchen
Am Hauptplatz steht die moderne Hauptkirche Agios Nektarios. Die Kreuzkuppelkirche wurde von dem Hagiograph Michael Vasilakis ausgeschmückt. 50 m östlich der Hauptkirche steht die Doppelkirche Agios Ioannis, die 1891 errichtet wurde.
120 m weiter östlich steht die dreischiffige Kirche Panagia Galatiani (Παναγίας της Γαλατιανής). Ihr Name soll daher rühren, dass die Schäfer Milch ihrer Tiere mit unter den Mörtel rührten aus dem die Kirche gebaut wurde. Die Kirche stammte ursprünglich aus der venezianischen Zeit und wurde um 1400 errichtet. Anfang des 19. Jahrhunderts wurde sie erneuert und Ende des 19. Jahrhunderts wurde der Glockenturm am südlichen Kirchenschiff angebaut. Heute befindet sich ein kleines Ikonenmuseum in der Kirche.
80 m südlich der Panagia Galatiani findet man die Kirche des Agios Dimitrios. Sie wurde 1910 auf den Grundmauern einer älteren Kirche errichtet. 180 m südlich der Hauptkirche steht am Platz des Heiligen Georgs die gleichnamige, einschiffige Kirche Agios Georgios. Gegenüber dem zentralen Strand liegt das Inselchen Afendis Christos mit der gleichnamigen Kirche. Am Hafen von Malia steht die Kirche Agio Pnevma und auf einem Hügel etwa 3 km östlich des Ortes steht die Kirche Profitis Ilias.

## Bulgarischer Pfad

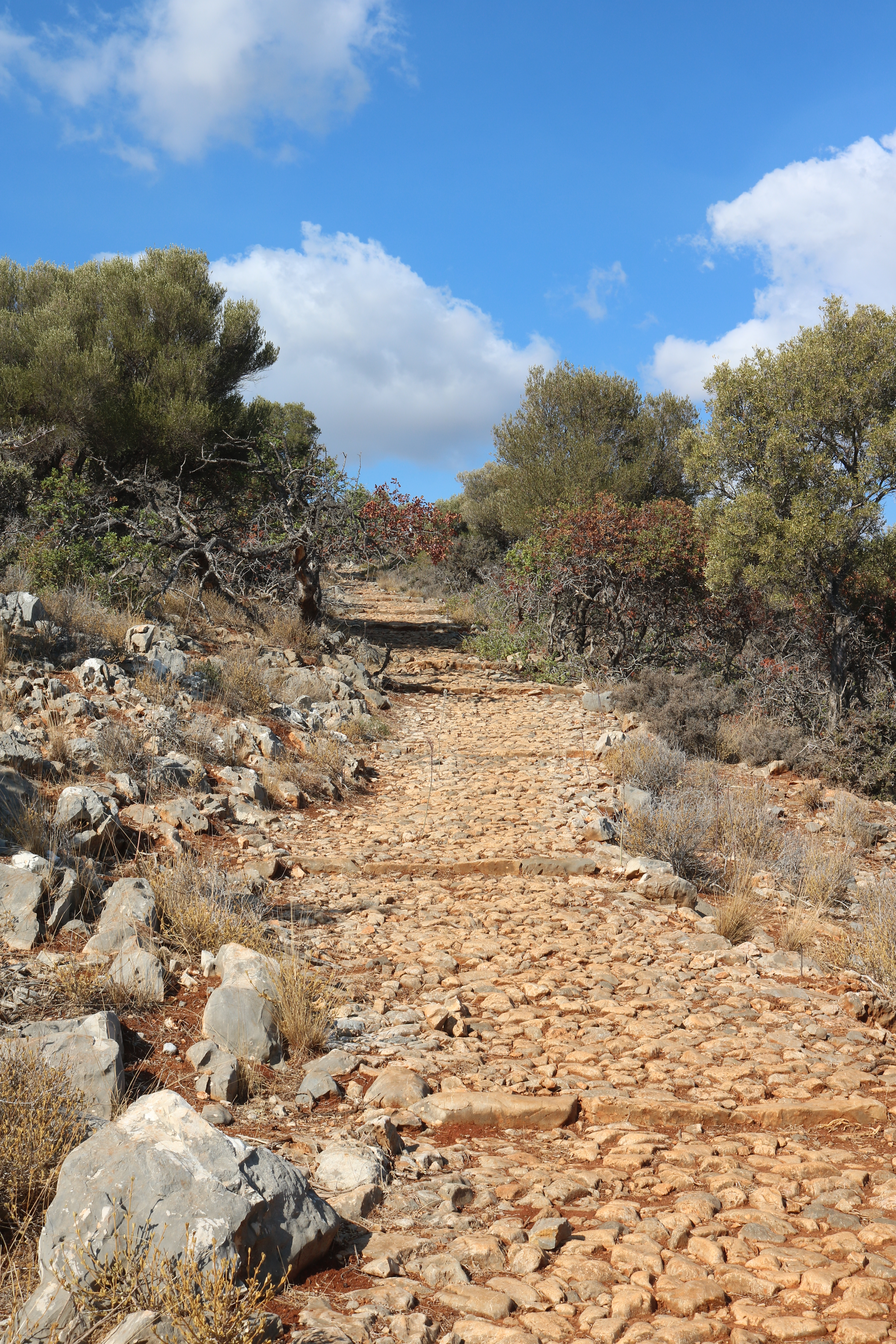
Bulgarischer Pfad

Von dem Ferienzentrum Stalida (veraltet Stalis Σταλίς) an der Straße zwischen Malia und Limenas Chersonisou kann auf dem Bulgarischen Pfad (griechisch Βουλγάρικο μονοπάτι) ins Bergdorf Mochos aufgestiegen werden. Der gepflasterte Maultierweg führt an dem in aussichtsreicher Lage befindlichen Kloster der Jungfrau Maria Theogennitor (griechisch μονή Παναγίας Θεογεννήτορος i) vorbei, einem 2009 erbauten Nonnenkloster. Mochos ist für den von Tavernen gesäumten Dorfplatz bekannt.